# Dżudajja
Dżudajja (arab. جديا) – miejscowość w Syrii, w muhafazie Dara. W 2004 roku liczyła 1463 mieszkańców.